# پهن‌نوک سینه‌نقره‌ای
پهن‌نوک سینه‌نقره‌ای (نام علمی: Serilophus lunatus) نام یک گونه از تیره پهن‌نوکان نمادین است.

این گونه پرنده در بنگلادش، بوتان، کامبوج، چین، هند، اندونزی، لائوس، مالزی، میانمار، نپال، تایلند و ویتنام یافت شده‌است.
زیستگاه طبیعی این پرنده جنگل‌های کم‌ارتفاع یا جنگل‌های مرطوب گرمسیری یا نیمه‌گرمسیری است. تعداد این گونه پرنده به دلیل از دست دادن زیستگاه تا حدودی کاهش‌یافته اما در معرض خطر انقراض قرار نگرفته‌است.

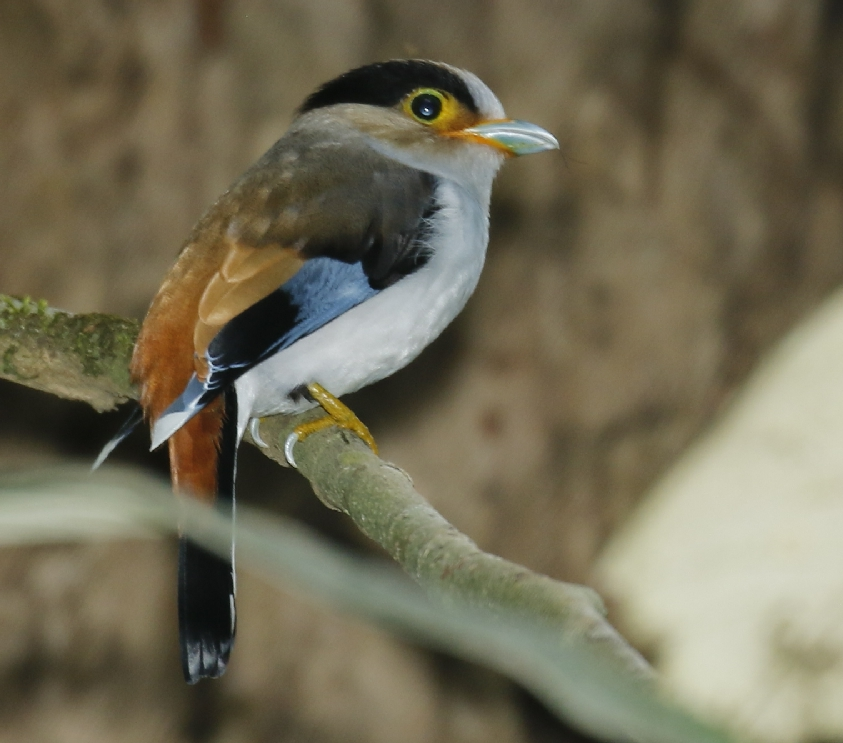
یکی از گونه‌های این پرنده در تایلند

## توصیف
سینه این نوع پرنده نقره‌ای و اندازه متوسط آن، ۱۶–۱۷ سانتی‌متر (۶٫۳–۶٫۷ اینچ) می‌باشد. این پرنده به‌طور متوسط ۲۵ تا ۳۵ گرم جرم دارد. پیشانی این پرنده خاکستری یا خاکستری روشن می‌باشد. سینه و شکم پرنده سفید است و بال بالایی آن رنگ روشنی دارد. پرندگان جوان این گونه شبیه بزرگسالان هستند، اما دارای باله‌ای کوتاه‌تر و دمی باریک‌تر هستند.